# Gare de Sarreguemines
Gare de Sarreguemines – stacja kolejowa w Sarreguemines, w departamencie Mozela, w regionie Grand Est, we Francji.
Została otwarta w 1865 roku przez Compagnie des chemins de fer de l’Est. Jest stacją Société nationale des chemins de fer français (SNCF), obsługiwaną przez pociągi TER Lorraine i TER Alsace. Jest stacją graniczną dla TER do Saarbrücken w Niemczech. Obsługiwana również jest przez niemiecki tramwaj dwusystemowy Saarbahn.